# Regimiento de Caballería de Tanques 13
El Regimiento de Caballería de Tanques 13 «Teniente General Juan Esteban de Pedernera» (RC Tan 13) del Ejército Argentino es una unidad localizada en el Cuartel de Ejército «General Pico», Provincia de La Pampa. pertenece a la X Brigada Mecanizada, Fuerza de Despliegue Rápido.

## Historia
Por resolución del presidente Bernardino Rivadavia con fecha 16 de junio de 1826, fue creado el Regimiento 13 de Caballería, al mando del coronel Antonio Villaalta (o Villalta). En el contexto de la guerra del Brasil, apenas cruzó a la Banda Oriental, y su jefe regresó pronto a Buenos Aires quejado por una enfermedad. Así, el regimiento, que no alcanzó a combatir, quedó disuelto a fines de 1826.
Fue recreado por decreto el 11 de octubre de 1941, con asiento provisorio en Villa Mercedes, encuadrado en la VII Brigada de Caballería, 3.ª División de Caballería. Fue adscrito a la VII Brigada junto al Regimiento 1 de Caballería, en reemplazo del Regimiento 12 de Caballería. Así, fue radicado su asiento de paz definitivo en San Luis.